# Walter Huber
Walter Huber (ur. 12 października 1957) – wenezuelski judoka. Olimpijczyk z Montrealu 1976, gdzie zajął trzynaste miejsce w wadze średniej.
Uczestnik mistrzostw świata w 1975. Brązowy medalista igrzysk Ameryki Środkowej i Karaibów w 1974 i 1978, a także mistrzostw panamerykańskich w 1976 roku.

## Letnie Igrzyska Olimpijskie 1976
| Konkurencja | Eliminacje           | Eliminacje                  | Klas. końcowa |
| Konkurencja | Przeciwnik I         | Przeciwnik II               | Miejsce       |
| ----------- | -------------------- | --------------------------- | ------------- |
| 80 kg       | Fritz Kaiser (LIE) Z | José Luis de Frutos (ESP) P | 13.           |